# Nastri d'argento 1992
La 47ª edizione dei Nastri d'argento si è tenuta nel 1992.

## Vincitori e candidati
I vincitori sono indicati in grassetto, a seguire gli altri candidati.

### Regista del miglior film
- Gabriele Salvatores - Mediterraneo
- Marco Ferreri - La casa del sorriso
- Silvano Agosti - Uova di garofano
- Ricky Tognazzi - Ultrà
- Maurizio Nichetti - Volere volare

### Migliore regista esordiente
- Antonio Capuano - Vito e gli altri
- Alessandro D'Alatri - Americano rosso
- Italo Spinelli e Paolo Grassini - Roma-Paris-Barcelona
- Maurizio Zaccaro - Dove comincia la notte
- Giulio Base - Crack

### Miglior produttore
- Nanni Moretti ed Angelo Barbagallo - Il portaborse
- Claudio Bonivento - Ultrà
- Ernesto Di Sarro - Volere volare
- Gianni Minervini, Mario Cecchi Gori e Vittorio Cecchi Gori - Mediterraneo
- Mario Orfini - Chiedi la luna

### Miglior soggetto originale
- Sandro Petraglia, Andrea Purgatori e Stefano Rulli - Il muro di gomma
- Graziano Diana, Ricky Tognazzi e Giuseppe Manfridi - Ultrà
- Marco Ferreri - La carne
- Enzo Monteleone - Mediterraneo
- Furio Scarpelli e Francesca Archibugi - Cattiva

### Migliore sceneggiatura
- Andrea Barbato ed Emidio Greco - Una storia semplice
- Sandro Petraglia, Stefano Rulli e Daniele Luchetti - Il portaborse
- Enzo Monteleone - Mediterraneo
- Massimo Troisi e Anna Pavignano - Pensavo fosse amore invece era un calesse
- Vincenzo Cerami e Roberto Benigni - Johnny Stecchino

### Migliore attrice protagonista
- Francesca Neri - Pensavo fosse amore... invece era un calesse
- Ida Di Benedetto - Ferdinando, uomo d'amore
- Angela Finocchiaro - Volere volare
- Claudia Cardinale - Atto di dolore
- Giuliana De Sio - Cattiva

### Migliore attore protagonista
- Roberto Benigni - Johnny Stecchino
- Silvio Orlando - Il portaborse
- Diego Abatantuono - Mediterraneo
- Sergio Castellitto - La carne
- Claudio Amendola - Ultrà

### Migliore attrice non protagonista
- Ilaria Occhini - Benvenuti in casa Gori
- María Mercader - La casa del sorriso
- Chiara Caselli - La domenica specialmente
- Nuccia Fumo - Pensavo fosse amore... invece era un calesse
- Athina Cenci - Benvenuti in casa Gori

### Migliore attore non protagonista
- Paolo Bonacelli - Johnny Stecchino
- Giuseppe Cederna - Mediterraneo
- Ennio Fantastichini - Una storia semplice
- Angelo Orlando - Pensavo fosse amore... invece era un calesse
- Giorgio Gaber - Rossini! Rossini!

### Migliore musica
- Pino Daniele - Pensavo fosse amore... invece era un calesse
- Antonello Venditti - Ultrà
- Oscar Prudente - Crack
- Manuel De Sica - Volere volare
- Francesco De Gregori - Il muro di gomma

### Migliore fotografia
- Pasquale Rachini - Bix
- Alessio Gelsini Torresi - Ultrà
- Luciano Tovoli - Il mistero Von Bulow
- Giuseppe Lanci - Johnny Stecchino
- Tony Christiano - Caldo soffocante

### Migliore scenografia
- Ezio Frigerio - Cyrano de Bergerac
- Carlo Simi - Bix
- Antonello Aglioti - Ferdinando, uomo d'amore
- Dante Ferretti e Francesca Lo Schiavo - Amleto
- Francesco Frigeri - La puttana del re

### Migliori costumi
- Franca Squarciapino - Cyrano de Bergerac
- Maurizio Millenotti - Donne con le gonne
- Nicoletta Ercole - La casa del sorriso
- Lina Nerli Taviani - Rossini! Rossini!
- Elsa Zamparelli - Balla coi lupi

### Migliori doppiaggi femminile e maschile
- Rossella Izzo - per la voce di Susan Sarandon in Thelma & Louise
- Pino Locchi - per la voce di Charles Bronson in Lupo solitario

### Regista del miglior cortometraggio
- Flavia Alman e Mario Canali - Enigmatic Ages

### Miglior produttore di cortometraggi
- Studio Equatore - Anima Mundi

### Regista del miglior film straniero
- Mira Nair - Mississippi Masala
- Zhāng Yìmóu - Lanterne rosse (Da hong deng long gao gao gua)
- Joel ed Ethan Coen - Barton Fink - È successo a Hollywood (Barton Fink)
- Ridley Scott - Thelma & Louise
- Jonathan Demme - Il silenzio degli innocenti (The Silence of the Lambs)

### Nastro d'argento europeo
- István Szabó - Tentazione di Venere
- Jiří Weiss - Marta ed io
- Ken Loach - Riff Raff
- Jean-Paul Rappeneau - Cyrano de Bergerac
- Alan Parker - The Commitments